# Massa (peuple)
Pour les articles homonymes, voir Massa.
Les Massa sont une population d'Afrique centrale vivant au Tchad et au Cameroun, principalement sur la rive du Logone, l'affluent du Chari qui sépare les deux pays. Ils vivent principalement de l'agriculture, de l'élevage, de la chasse et de la pêche. Ils ont pour fête traditionnelle le tokna Massana, encore appelée Festival international des arts et de la culture massa

## Ethnonymie
Selon les sources et le contexte, on observe différentes formes : Banana, Bonana, Masana, Masa, Masas, Massas, Walai, Walia.

## Socio-politique
Les massa du Cameroun se trouvent dans la région de l'extrême nord Cameroun plus spécifiquement dans le mayo danay. Le fleuve logone est la médiane entre les massa du Cameroun et ceux du Tchad. Environ 130 000 dignitaires ont été dénombrés au Tchad en 2006, et 103 000 dignitaires au Cameroun en 1982.  Leur langue est le massa (ou masana), une langue tchadique dont le nombre total de locuteurs a été estimé à 233 000.   
Du point de vue politique, c'est un peuple lignagé qui se constitue de plusieurs groupes politiques notamment le nagada qui renvoie à l'autorité sur la terre, le farada traduisant l'autorité communautaire et enfin le zina pour parler de la famille ou encore de la maison. Chaque extension politique est dirigée par un boum qui signifie en français chef traditionnel. En cela, le boum nagada, le boum farada et le boum zina sont les trois autorités du système politique Massa. Le zina est en réalité la cellule de base de ce système politique. Il se constitue du père, de son ou ses épouse(s) et de ses enfants (filles et garçons). Le père (boum zina) est l'autorité suprême de la cellule, il assure la protection des membres de son zina.    

## Religions
- Culte traditionnel (Dieu - Créateur suprême Lawna)
- Christianisme (catholicisme, protestantisme)
- Islam sunnite

## Architecture

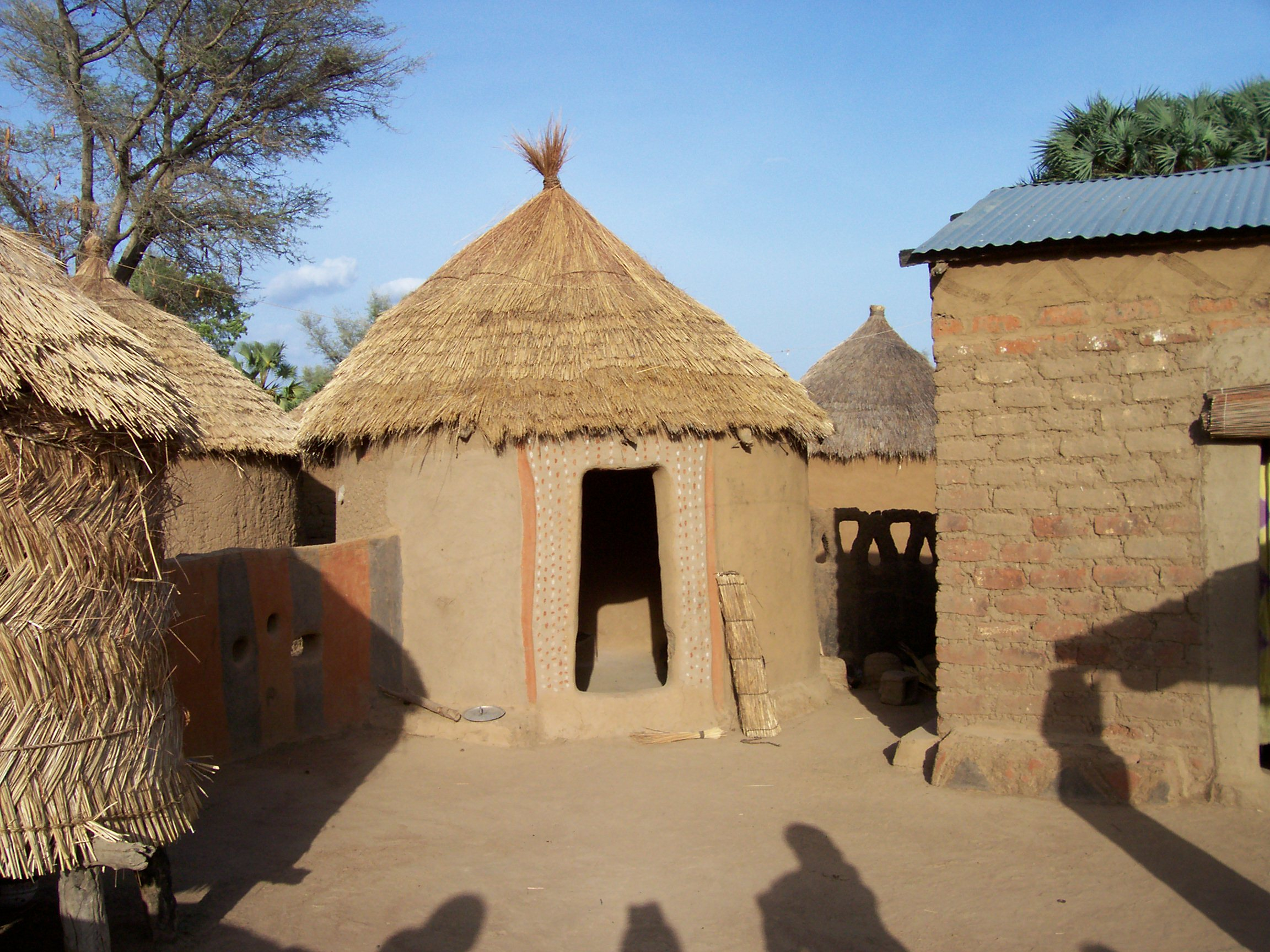
Saré massa
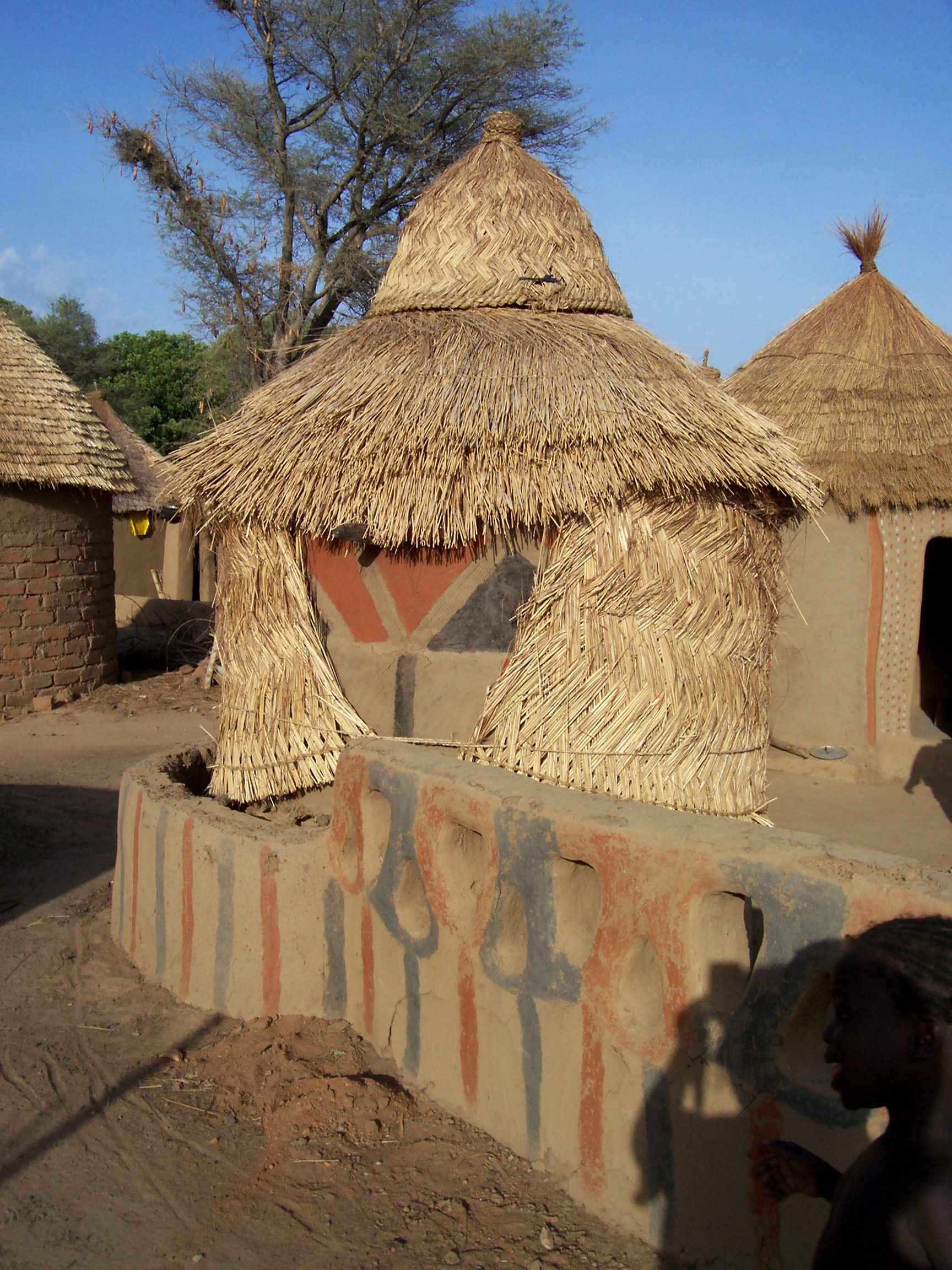
Vehra = Grenier
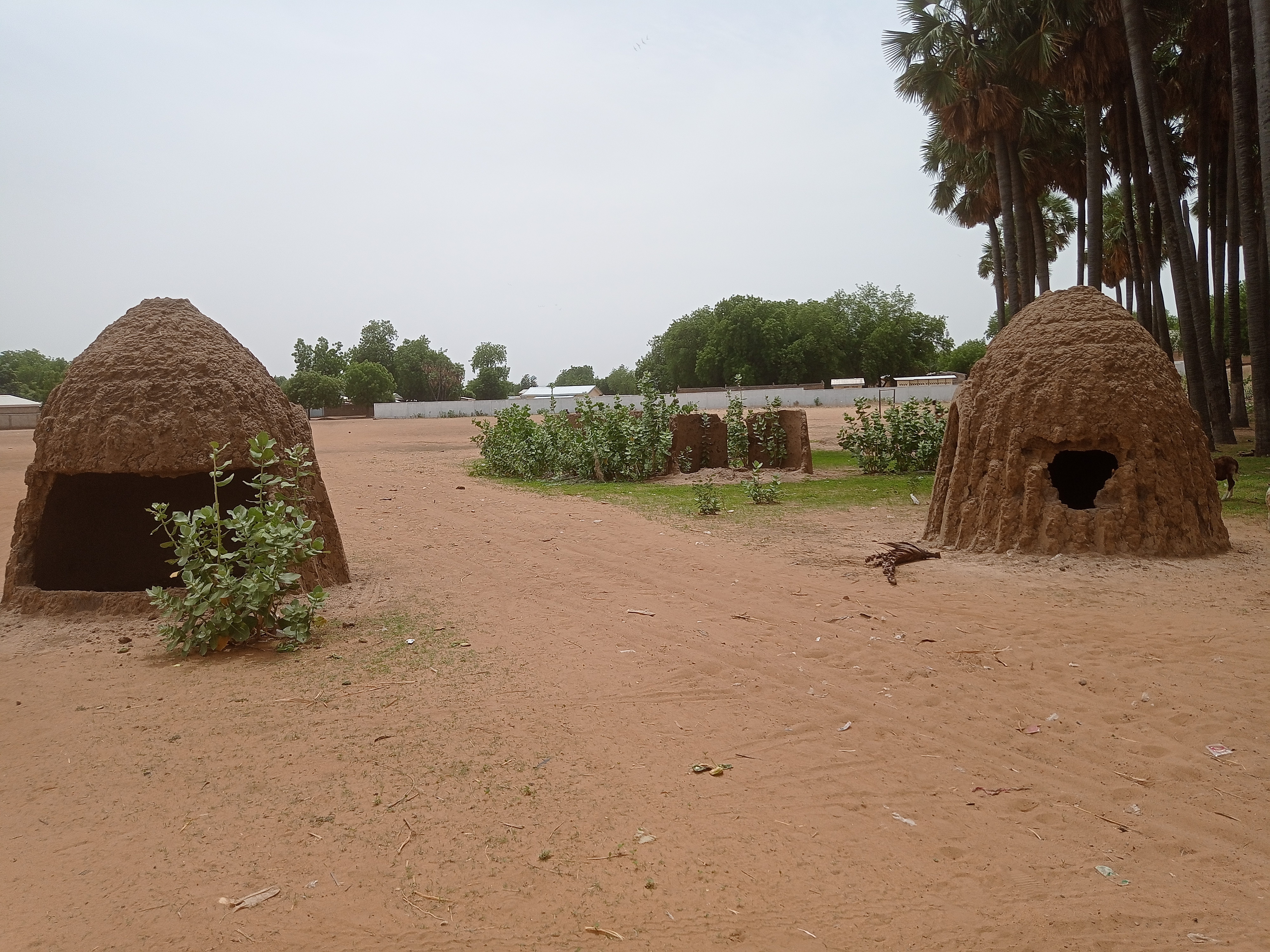
Cases massa à Yagoua.

### Filmographie
- Massas, hommes du Logone, film d'Igor de Garine, CNRS Images, Meudon, 2008 (cop. 1959), 26 min (DVD)
- Guruna, bergers sacrés, film d'Igor de Garine, CNRS Images, Meudon, 2010 (cop. 1959), 24 min (DVD)
- Subsister en savane : le cycle vivrier des Massa, film d'Igor de Garine, CNRS Images, Meudon, 2010 (cop. 1987), 55 min (DVD)